# Lepidocyrtus ruber
Lepidocyrtus ruber is een springstaartensoort uit de familie van de Entomobryidae. De wetenschappelijke naam van de soort is voor het eerst geldig gepubliceerd in 1902 door Schoett.